# 哈桑·阿卜杜拉·图拉比
哈桑·阿卜杜拉·图拉比（阿拉伯語：الدكتور حسن عبد الله الترابي；1932年2月1日—2016年3月5日），苏丹卡萨拉人。苏丹宗教及伊斯兰政治领导人，被称为“苏丹当今最重要的政治人物之一”。

## 生平
哈桑·阿卜杜拉·图拉比曾任全国伊斯兰阵线领导人。1996年至1999年，担任苏丹国会议长。1999年至2016年，担任全国大会党 (苏丹)委员长。
2016年3月5日，哈桑·阿卜杜拉·图拉比在苏丹喀土穆逝世，享年84岁。